# Husmandstøsen
Husmandstøsen er en dansk film fra 1952, instrueret af Alice O'Fredericks. Manuskriptet er skrevet af Thomas Olesen Løkken efter Selma Lagerlöfs novelle.

## Medvirkende
- Grethe Thordahl
- Ib Schønberg
- Maria Garland
- Jakob Nielsen
- Johannes Meyer
- Helga Frier
- Poul Reichhardt
- Sigurd Langberg
- Nina Pens
- Ernst Bruun Olsen
- Jørn Jeppesen
- Signi Grenness
- Svend Methling
- Einar Juhl
- Lily Broberg
- Else Jarlbak
- Carl Heger
- Henry Jessen